# Belka i Strelka: Zvyozdnye sobaki
Belka i Strelka: Zvyozdnye sobaki (en ruso: Белка и Стрелка. Звёздные собаки, España: Space Dogs: Aventura en el espacio, México: Space Dogs: Aventura espacial, Argentina: Perros espaciales, Colombia: Mascotas en el espacio) es una película rusa de animación por ordenador de 2010 dirigida por Sviatoslav Ushakov y Inna Yeblannikova.
La película está inspirada en dos perros que en 1960 sobrevivieron a un viaje espacial durante la época soviética.

## Argumento

### Prólogo
Un agente del gobierno estadounidense le hace entrega al Presidente Kennedy (Grigori Bats) un regalo de parte del Presidente Nikita Jruschov para su hija Caroline (Anastasia Ushakova) que resulta ser un perro llamado Pushok, uno de los cachorros de Strelka (Ruslan Kuleshov). Cuando conoce a las demás mascotas de la familia Kennedy les cuenta su historia.

### Tres años antes
La trama retrocede tres años hasta Moscú, donde un empleado de una perrera empieza a cazar perros callejeros, uno de ellos: Strelka (Elena Yakobleva) escapa por los pelos gracias a su amigo Venya (Yevgueniy Mironov), una rata empeñada en sacar dinero de una cabina telefónica. Mientras, en otra parte de la ciudad, otra perra: Belka (Anna Bolshova) se ve obligada a reemplazar a un compañero suyo para realizar un número en el circo en el que trabaja, el cual consiste en volar con un cohete pequeño por el interior de la carpa, sin embargo la actuación sale mal y pierde el control del aparato hasta que se estrella en la misma cabina en la que estaba Venya. Una vez se conocen entre los tres, se encuentran con dos problemas: por un lado se ven acosados por tres perros callejeros: Bulya, Mulya y Pirata (Nina Shmelkova, Aleksandr Bashirov y Vladimir Dovzhik) y por el otro, al día siguiente son atrapados por el mismo perrero de antes.
Una vez cazados son llevados hasta un tren de mercancías con destino a Baikonur en donde se está preparando un programa de entrenamiento espacial con perros. Una vez llegan, conocen a su instructor: Kazbek (Sergei Garmash), el cual debe elegir a los dos canes mejor preparados. Un mes antes del lanzamiento previsto, Bulya y Mula terminan el entrenamiento satisfactoriamente, sin embargo el segundo es el definitivo en el cual Venya consigue llegar primero y ayuda a Belka y a Strelka ser los primeros (en segundo y tercer lugar respectivamente), por lo que deben volar con el roedor al ser primero. Por otra parte, Kazbek cree estar enamorado de su cadete Belka.
Una vez en órbita, Strelka pretende quedarse a vivir en el espacio, en donde cree que vive su padre después de que su madre le dijera que estaba entre las estrellas hasta que de pronto aparece Kazbek para sorpresa de todos, mientras Strelka sigue empeñado en buscar a su padre al ver una formación de objetos voladores que resultan ser meteoritos. Tras impactar con uno se produce un incendio en la nave. Mientras Kazbek, Venya y Strelka tratan de extinguir el fuego, Belka se hace con el control de la nave tras vencer su miedo al fuego y dirige el aparato hacía la Tierra. Tras arreglar el accidente, Kazbek le confiesa a Belka su amor mientras que el resto observa las constelaciones, entre ellas, la de Sirius, que según Strelka es su padre.
Tras volver a la Tierra sanos y salvos, son recibidos como héroes, aunque Kazbek (que iba de polizón) no aparece por razones del gobierno soviético.
Tras finalizar la historia, Pushok se lleva una decepción cuando las demás mascotas del presidente niegan a creerse la historia hasta que un perro francés ve el parche de cosmonauta en el maletín en el que venía. Cuando le pregunta por ellos, este le responde que cada uno siguió su camino: Strelka volvió a casa de su familia después de llevar varios años perdido, Belka regresó al circo y se fue a vivir con Kazbek mientras que Venya ofrece conferencias.
Durante los créditos finales, aparecen imágenes de archivo del programa espacial canino en el que los dos protagonistas fueron partícipes.

## Reparto
| Actor (voz)        | Personaje            |
| ------------------ | -------------------- |
| Anna Bolshova      | Belka                |
| Elena Yakobleva    | Strelka              |
| Evguenniy Mironov  | Venya                |
| Serguei Garmash    | Kazbek               |
| Ruslan Kuleshov    | Pushok               |
| Roman Kvashnin     | Vova                 |
| Nina Shmelkova     | Bulya                |
| Aleksandr Bashirov | Mulya                |
| Vladimir Dovzhik   | Pirata Loro          |
| Sergei Yushkevich  | Gato psiquiatra      |
| Grigori Bats       | Pte. John F. Kennedy |
| Anastasia Ushakova | Caroline Kennedy     |

## Producción

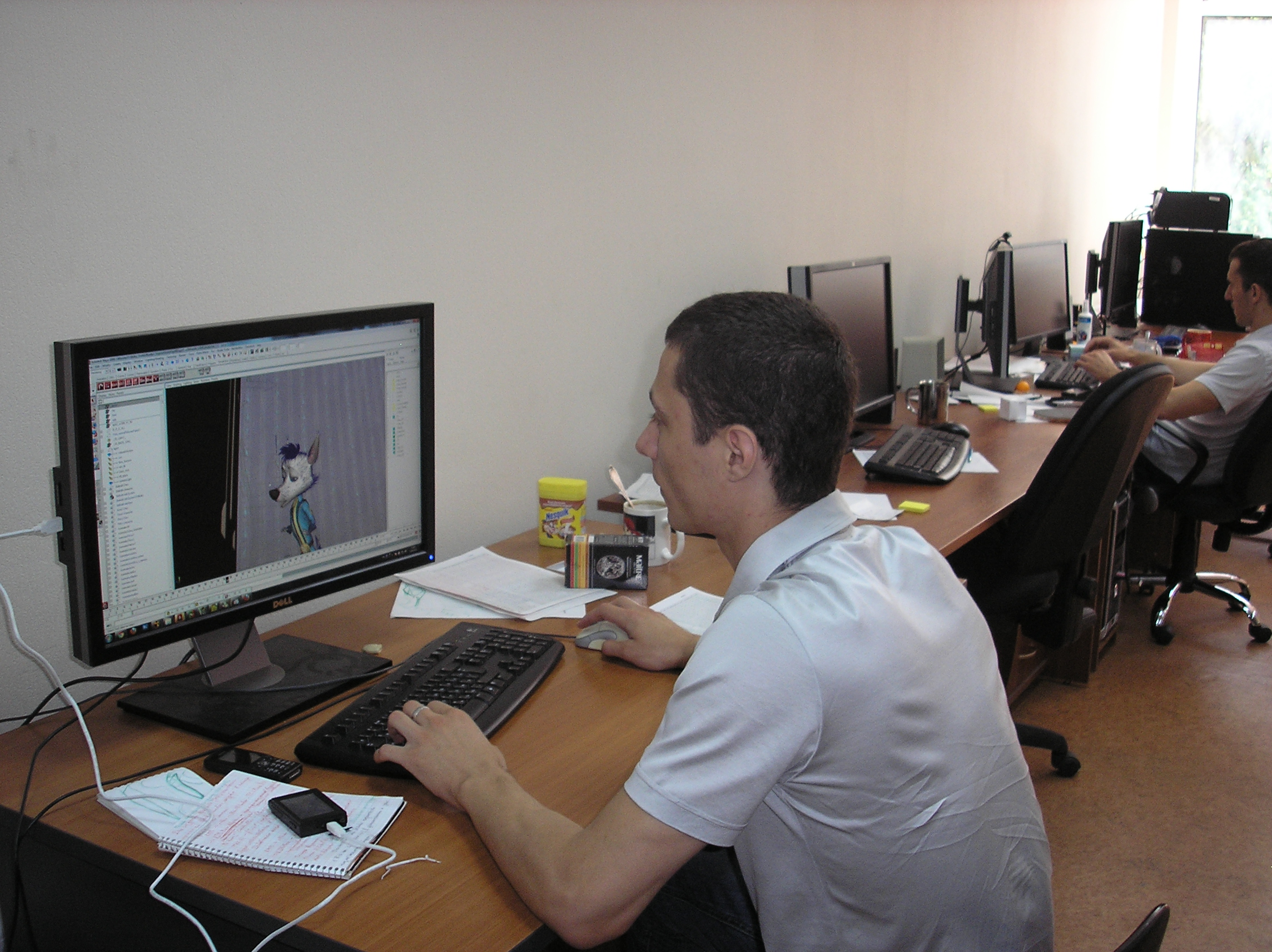
Proceso de animática.

El productor ejecutivo: Vadim Sotskov se hizo cargo de la preproducción. Durante el proceso de producción no se realizó ningún cambio significativo. El equipo de guionistas y de dirección que participaron en la creación del film fueron incluidos en los créditos finales. En el borrador original, la historia de los personajes era diferente, pero desecharon la idea al pensar que podría restar dinamismo y emoción a la película y a los personajes en sí. Tras finalizar la grabación de los actores, se procedió al guion gráfico.
Para coordinar el trabajo del equipo técnico, el estudio Anima del TsNF utilizó un software que gestionaba los procesos audiovisuales mediante el software Cerebro.

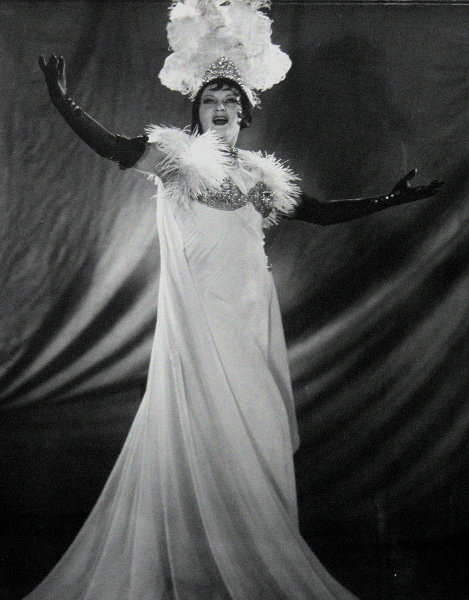
Escena de Lyubov Orlova en la película El circo (1936). El personaje de Belka estuvo inspirado en esta papel en la actriz rusa.

De acuerdo con el productor ejecutivo, los directores Ushakov y Yevlannikova supervisaron los trabajos relacionados con la animación y el montaje.
Para recrear la ciudad de Moscú de los años 60 y el cosmódromo, los animadores estuvieron supervisando fotografías e informativos de aquella época. La idea de que Belka fuese una artista del circo provino de la película de 1936 El circo protagonizada por Lyubov Orlova. Svyatoslav declaró que fueron al circo del Bulevar Tsvetnói para basarse en el circo en el que trabaja la personaje.
En el guion hubo una escena en la que aparecían el cosmonauta Yuri Gagarin y el científico Sergei Koroliov caminando por un pasillo. En la escena aparecía uno de los personajes principales ladrando y jugueteando con uno de ellos. Sin embargo, optaron por eliminar la secuencia por razones éticas, puesto que no hubiese sido beneficioso para la película.
Dos empresas hindúes: Cornershop Animation y Blowfish FX trabajaron en paralelo con el equipo de animática. Ambas son subcontratas de TsNF. Más de un centenar de personas asistieron al proceso de animación.

## Recepción

### Estreno

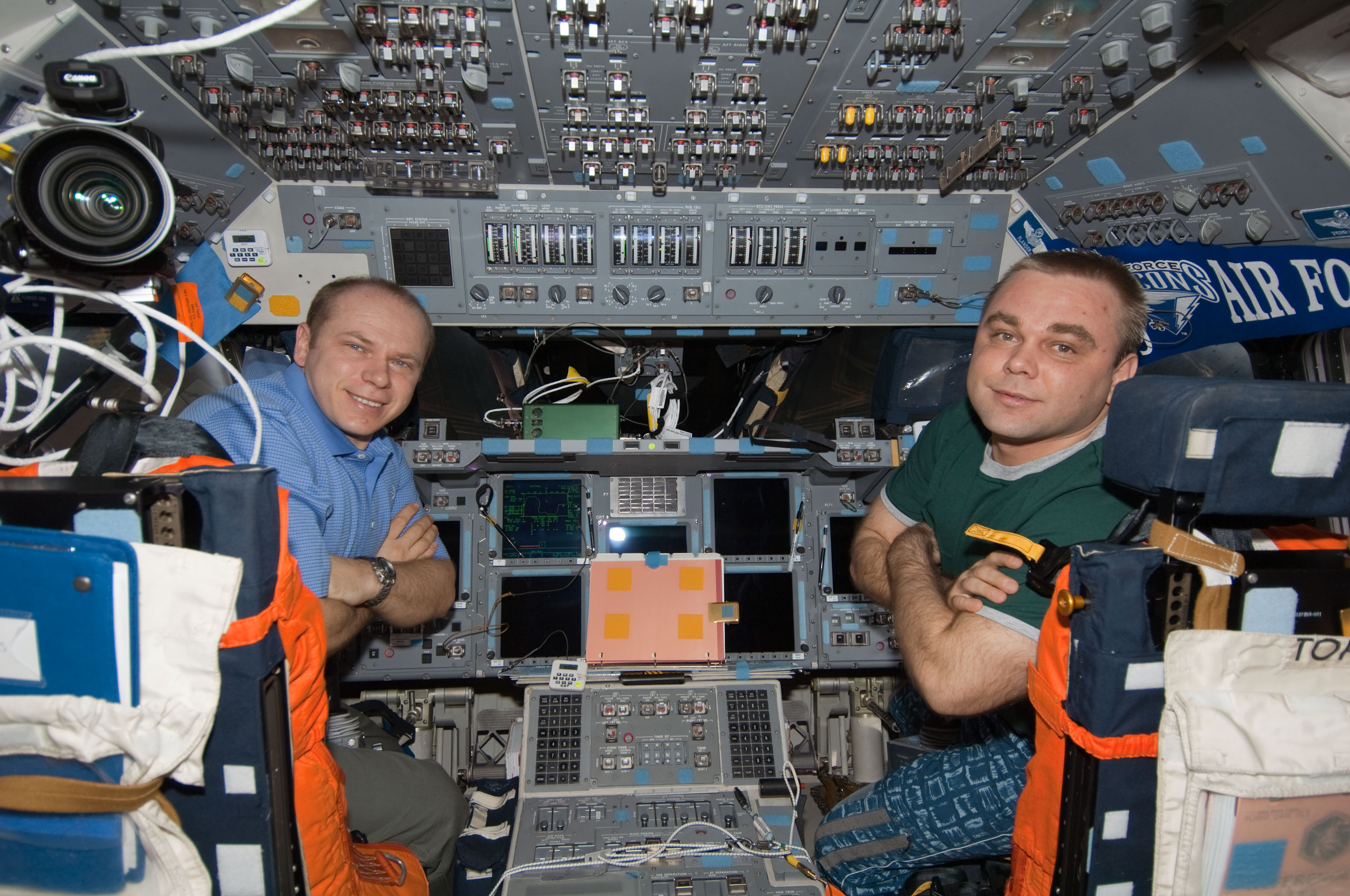
Los cosmonautas rusos de la ISS: Oleg Kotov (a la izquierda) y Maxim Suraev (a la derecha) a bordo del Transbordador Endeavour.

El estreno de la película estuvo programada para el 31 de diciembre de 2009, pero la TsNF decidió aplazar la premier hasta marzo del año siguiente para adaptar el film al formato 3D. El 5 de diciembre de 2008 se publicó el primer tráiler hasta que en 2009, la distribuidora Karoprokat lanzó el definitivo. Varios periodistas junto con astronautas y demás actores tuvieron la oportunidad de ver el preestreno.
Días antes del estreno, los astronautas de la Estación Espacial Internacional: Maxim Suraev y Oleg Kotov realizaron una crítica positiva sobre la imagen del espacio y sus características principales. Las familias de estos también asistieron y respondieron de manera positiva.
La película se estrenó el 2 de mayo de 2011 a través de Rossiya 1 dentro del programa contenedor Spokoinoi nochi, malyshi!.

### Taquilla
Durante el tiempo que estuvo la producción en la cartelera rusa, la recaudación fue bastante discreta. El primer fin de semana recaudaron 2 millones de dólares.
No obstante, en el mercado internacional tuvo mayor acogida, en Polonia obtuvieron la mayor parte de ingresos encabezando la cartelera del país superando la película de terror Resident Evil 4.

### Críticas
La película recibió críticas dispares por parte de la prensa y otros medios en línea. En Newslab.ru y Novyý Vzglyad valoraron de manera positiva la Unión Soviética de los años 60 y su relación con el Gobierno Estadounidense así como la rivalidad existente por la carrera espacial sin necesidad de recurrir al humor escatólogico. En otra crítica de Novyý Vzglyad, Ekaterina Popova comparó el humor y la tristeza de la película con la vida de la sociedad rusa. Algunos medios señalaron que durante la proyección, algunos niños lloraron con la banda sonora.
El crítico Russell Edwards de la emisora australiana, SBS  puntuó la película con tres estrellas sobre cinco y realizó una crítica favorable de la película en la que hace hincapié tanto en las referencias históricas y simbólicas del país como lo son el Obrero y koljosiana de la escultora Vera Mujina y el diseño de edificios y monumentos moscovitas de finales de los años 50 además de las culturales al comparar la escena en la que Belka persigue la furgona de la perrera para rescatar a Strelka y Venya al igual que los personajes de La dama y el vagabundo.
Según sus palabras, la animación tiene un cierto estilo Disney y alabó la animación tanto de los personajes como del equipo técnico encargado de realizar el film. En cuanto a la adaptación en 3D, añadió que para las escenas de acción y de gran velocidad no abusaron de la técnica de "arrojar" objetos a la hora de darle dinamismo a los personajes y a los efectos. Al finalizar declaró que tanto niños como adultos puedan contemplar parte de las imágenes de archivo de los perros en los créditos finales.
Por el contrario, algunos críticos comentaron que la calidad gráfica, los fondos y sombras no cumplieron con las expectativas. Sin embargo alabaron el trabajo realizado con los personajes. Aunque señalaron que el problema estaba en que el presupuesto inicial para la producción era doce veces inferior al de otros largometrajes extranjeros además de la avanzada tecnología CGI.
Daria Goryacheva de Gazeta.ru valoró negativamente a los personajes principales debido al cuerpo de los canes, ya que tenían la cabeza demasiado grande y las patas pequeñas para el tamaño de los animales aparte de no estar bien detallados.

## Otros proyectos

### Serie derivada
Tras la película, en abril de 2011 se realizó un spin off animado titulado Belka i Strelka. Ozornaya seméika compuesto por 52 episodios de 5 minutos cada uno. La serie se incluyó dentro del bloque animado: Spokoinoi nochí, malyshi. El argumento se centra en esta ocasión en los tres cachorros de Belka y Kazbek: Dyna, Rex y Bublik. El trasfondo de la serie trata de las aventuras y desventuras de estos tres canes.
La serie está dirigida para la audiencia infantil y trata temas educativos como la amistad y el respeto mutuo.

### Secuelas
El 10 de febrero de 2012, TsNF anunció la producción de una secuela en la que Belka y Strelka viajarían a la luna. A diferencia de la primera, esta segunda no estaría basada en hechos reales. El 15 de marzo, el estudio Kino Atis anunció el tráiler y el título: Белка и Стрелка. Лунные приключения o Space Dogs 2 según el título internacional. En 2013 tuvo lugar su estreno.
Posteriormente, en 2020, se estrenó la tercera parte de la saga, llamada Белка и Стрелка: Карибская тайна (Belka y Strelka, Karibskaya Tayna).